# الوكالة الاستشارية للمواطنة الإندونيسية
الوكالة الاستشارية للمواطنة الإندونيسية (بالإندونيسية: Badan Permusjawaratan Kewarganegaraan Indonesia) كانت منظمة تأسست في إندونيسيا عام 1954م من قبل إندونيسيين من أصل صيني. رعت المنظمة المدارس الصينية بما في ذلك جامعة ريس بابليكا (1960). ارتبطت الجماعة بالحزب الشيوعي الإندونيسي. بعد محاولة الانقلاب عام 1965 في إندونيسيا، تم إحراق جامعة ريس بابليكا واستبدالها بمدرسة جديدة بالإضافة لإنشاء جامعة تريساكتي، وتم حظر المجموعة.